# Füle
Füle is een plaats (község) en gemeente in het Hongaarse comitaat Fejér. Füle telt 873 inwoners (2001).